# Rue Liedts
Pour les articles homonymes, voir Liedts.
La rue Liedts (en néerlandais : Liedtsstraat) est une rue bruxelloise de la commune de Schaerbeek qui va de la rue d'Aerschot à l'avenue de la Reine à hauteur de la place Liedts.

## Histoire et description
Cette rue porte le nom d'un homme politique belge, le baron Charles Liedts, né à Audenaerde le 2 décembre 1802 et décédé à Bruxelles le 21 mars 1878.
La numérotation des habitations va de 1 à 37 pour le côté impair et de 2 à 28 pour le côté pair.